# Separation
|  | Opdelingsforslag Denne artikel er foreslået opdelt i artiklerne Separation og Separation (kemi). (Diskutér forslaget). Hvis opdelingen sker, skal det fremgå af beskrivelsesfeltet, at opdelingen er sket (hvorfra og hvortil) eller af artiklens diskussionsside. |

Separation kommer af latin separare = "adskille". Ordet bruges først og fremmest om den juridiske tilstand (betænkningstid), der ofte går forud for en skilsmisse.
I nyere tid har ordet fået en ny anvendelse, idet det nu også kan bruges om den adskillelse af forskellige stoffer, som foregår i teknisk bearbejdning af blandinger. Et eksempel på dette er den separation af slammet, som ofte følger en afgasning i et biogasanlæg.